# Endasys nemati
Endasys nemati är en stekelart som beskrevs av Luhman 1990. Endasys nemati ingår i släktet Endasys och familjen brokparasitsteklar. Inga underarter finns listade i Catalogue of Life.